# Гімн Еквадору
Salve, Oh Patria (укр. Хай живе Батьківщина!) є національним гімном Еквадору.

## Гімн
Coro
¡Salve, Oh Patria, mil veces! ¡Oh Patria,
gloria a ti! ¡Gloria a ti!
Ya tu pecho, tu pecho, rebosa
Gozo y paz ya tu pecho rebosa;
Y tu frente, tu frente radiosa
Más que el sol contemplamos lucir,
Y tu frente, tu frente radiosa
Más que el sol contemplamos lucir.
2da Estrofa
Los primeros los hijos del suelo
Que soberbio, el Pichincha decora
Te aclamaron por siempre señora
Y vertieron su sangre por ti.
Dios miró y aceptó el holocausto
Y esa sangre fue germen fecundo
De otros héroes que atónito el mundo
Vió en tu torno a millares surgir.
a millares surgir,
a millares surgir.
Coro

## Переклад
Хай живе Батьківщина, тисячу разів!
О Батьківщино, слава тобі! Слава тобі!
Твої груди, груди, переповнюються
Твої груди переповнюються радістю й миром;
А твоє сяюче обличчя,
Ми бачимо, сяє яскравіше, ніж сонце,
А твоє сяюче обличчя,
Ми бачимо, сяє яскравіше, ніж сонце.
Гідні сини землі,
Котрі Пічінчу пишно прикрашають,
Вони завжди заявляли тебе їхньою сувереною дамою,
І проливали свою кров за тебе.
Бог глянув на жертву й прийняв її,
І цю кров, плодоносне сім'я
Інших героїв, котру вражений світ
Побачив у тебе, як вона тисячократно б'є струменем.
Тисячократно б'є струменем,
Тисячократно б'є струменем.